# Adetus pulchellus
Adetus pulchellus är en skalbaggsart som först beskrevs av Thomson 1868. Adetus pulchellus ingår i släktet Adetus och familjen långhorningar.
Artens utbredningsområde är:
- El Salvador.
- Guatemala.
- Panama.
- Paraguay.
- Venezuela.

Inga underarter finns listade i Catalogue of Life.